# José Subiela
José Javier Subiela (ur. 22 marca 1984) – hiszpański siatkarz, grający na pozycji środkowego, reprezentant Hiszpanii.

## Sukcesy klubowe
Puchar Hiszpanii:
- 2011

Mistrzostwo Hiszpanii:
- 2011

## Sukcesy reprezentacyjne
Mistrzostwa Europy:
- 2007[3]

Liga Europejska:
- 2010

## Nagrody indywidualne
- 2010: Najlepszy zagrywający Ligi Europejskiej